# Climacammina
Climacammina es un género de foraminífero bentónico de la familia Palaeotextulariidae, de la superfamilia Palaeotextularioidea, del suborden Fusulinina y del orden Fusulinida. Su especie tipo es Textularia antiqua. Su rango cronoestratigráfico abarca desde el Mississipiense (Carbonífero inferior) hasta el Pérmico.

## Discusión
Clasificaciones más recientes incluyen Climacammina en el orden Endothyrida, de la subclase Fusulinana y de la clase Fusulinata.

## Clasificación
Se han descrito numerosas especies de Climacammina. Entre las especies más interesantes o más conocidas destacan:
- Climacammina antiqua †
- Climacammina valvulinoides †

Un listado completo de las especies descritas en el género Climacammina puede verse en el siguiente anexo.